# Sale Époque
Pour plus de détails, voir Fiche technique et Distribution.
Sale Époque (Mala época) est un film argentin réalisé par Mariano De Rosa, Rodrigo Moreno, Salvador Roselli et Nicolás Saad, sorti en 1998.

## Synopsis
Quatre histoires à Buenos Aires, lors d'élection politiques à la fin des années 1990 :
- The Wish : un jeune homme pauvre de la campagne essaie de gagner illégalement de l'argent en ville.
- Life and Works : un groupe de maçons paraguayens tentent de rétablir un sentiment de fierté culturelle et communautaire après avoir rencontré une femme que l'un d'eux croit être la Vierge Marie.
- Hard Times : un adolescent marginal essaie de séduire une fille de la haute société.
- Camarades : le preneur de son d'une campagne politique tombe amoureux de la petite amie du candidat.

## Fiche technique
- Titre : Sale Époque
- Titre original : Mala época
- Réalisation : Mariano De Rosa, Rodrigo Moreno, Salvador Roselli et Nicolás Saad
- Scénario : Mariano De Rosa, Rodrigo Moreno, Salvador Roselli et Nicolás Saad
- Musique : Mono Cieza
- Photographie : Javier Julia et Lucas Schiaffi
- Montage : Alejandro Brodersohn, Guillermo Grillo et Pablo Trapero
- Production : Mario Santos (producteur délégué)
- Société de production : Instituto Nacional de Cine y Artes Audiovisuales et Universidad del Cine
- Pays :  Argentine
- Genre : Drame
- Durée : 110 minutes
- Dates de sortie : 
  -  Argentine : 1er janvier 1999
  -  France : 24 janvier 2001

## Distribution
- Pablo Vega : Oscar
- Daniel Valenzuela : Omar
- Nicolás Leivas : Santiago
- Diego Peretti : Antonio
- Virginia Innocenti : Carmen
- Alberto Almada : Jaime
- Marita Ballesteros : la mère de Santiago
- Mariano Bertolini : Pablo
- Florencia Bertotti : Connie
- Augusto Brítez : Smith
- Carlos Cavanna : Gordo Gerardo
- Pablo Dirroco : Fabián
- Javier Faur : Juan
- Fernando Fraga : Diego
- Carlos Garric : Celestini
- Ricardo Jungmans : Polaco
- Ricardo Lazara : Gordo Dreck
- Luciano Muttinelli : Güerson
- Ángel Nerone : Son Luis
- Valeria Polnorof : Lucía
- Romina Polnoroff : la sœur de Pablo
- Eduardo Salas : Dan
- Miguel Serebrenik : Javier
- Marina Weinstein : Florencia

## Distinctions
Le film a obtenu le prix FIPRESCI et une mention spéciale au festival international du film de Mar del Plata et le prix du public au festival Cinélatino de Toulouse.